# Tơ xanh
Tơ xanh (danh pháp khoa học: Cassytha filiformis) là loài thực vật có hoa trong họ Nguyệt quế. Loài này được L. miêu tả khoa học đầu tiên năm 1753.
Tơ xanh phân bố khắp miền nhiệt đới. Nó là loài phổ biến rộng rãi ở Mỹ Latinh và ở Tây Ấn cũng như Trung Quốc, Ấn Độ, Indonesia, Sri Lanka, Timor, Việt Nam, Papua New Guinea, Australia, Madagascar và Nam Phi.
Tại khu vực Caribbea, nó là một trong những loài cây được gọi là Dây leo tình yêu bởi vì nó có một danh tiếng là một loài cây có chất kích thích tình dục.

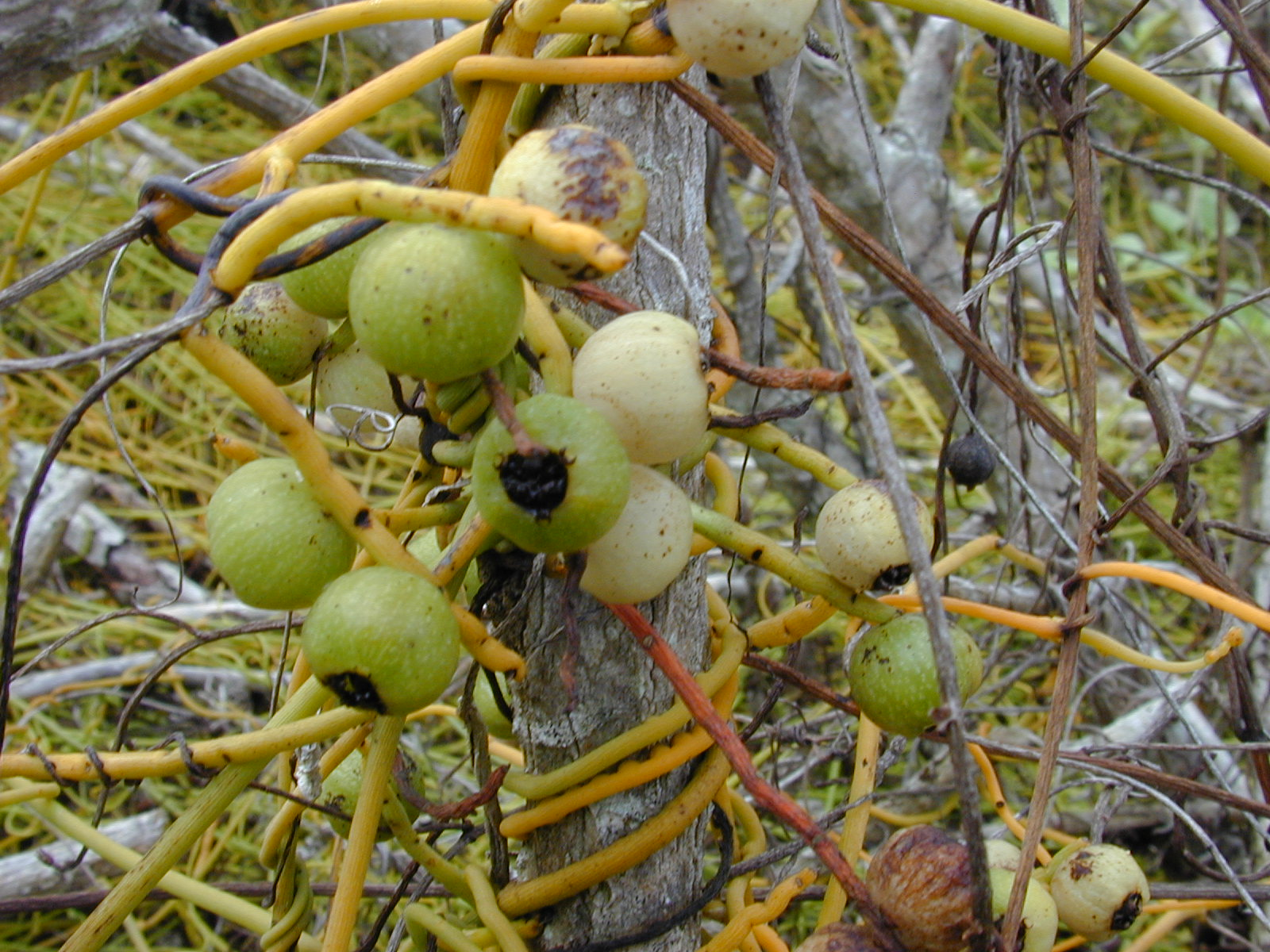
Cassytha filiformis, Hawaii

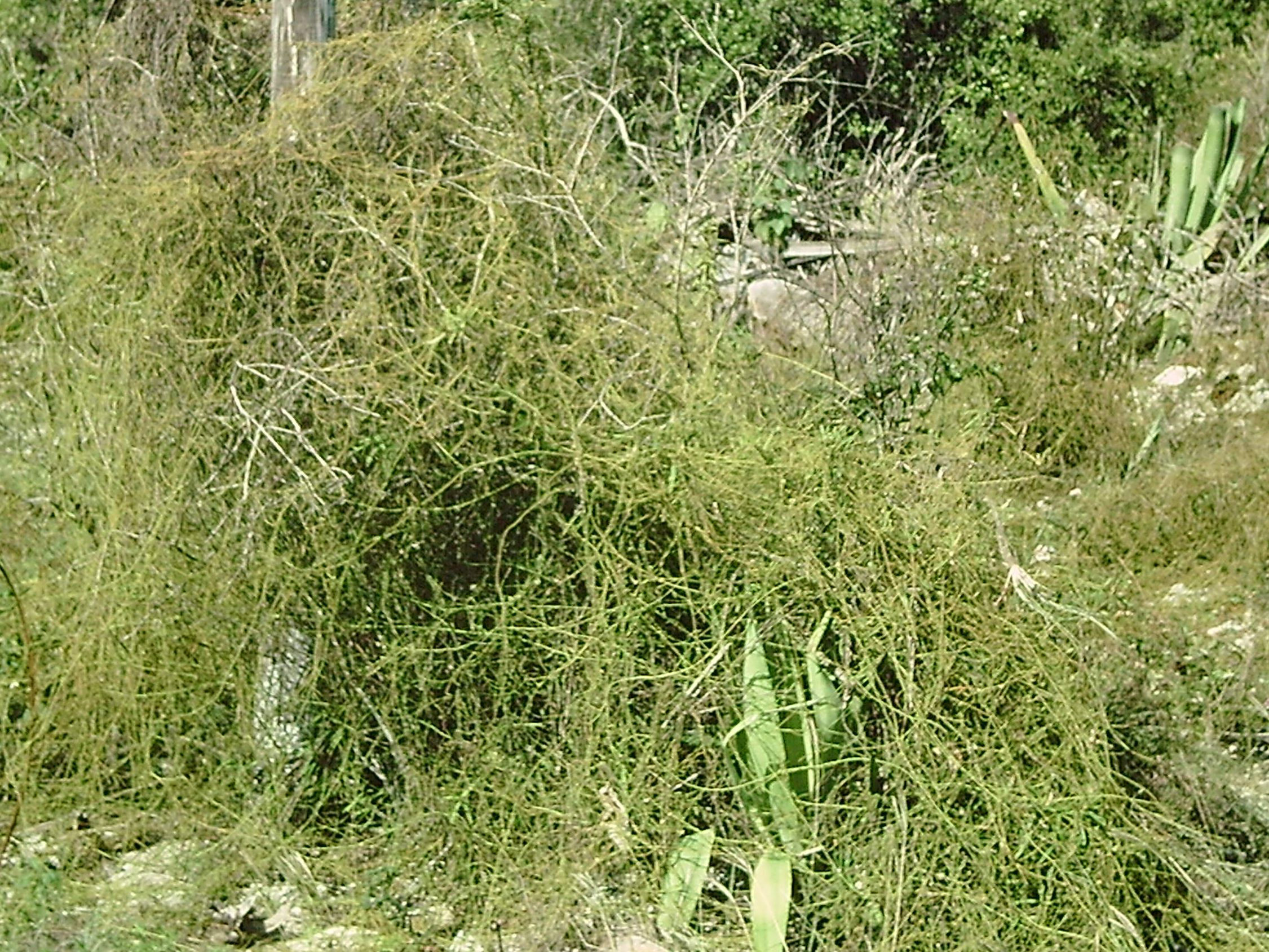
Clump of Cassytha filiformis, Bahamas, dân địa phương gọi là "Dây leo tình yêu Bahamas"